# 사각수박

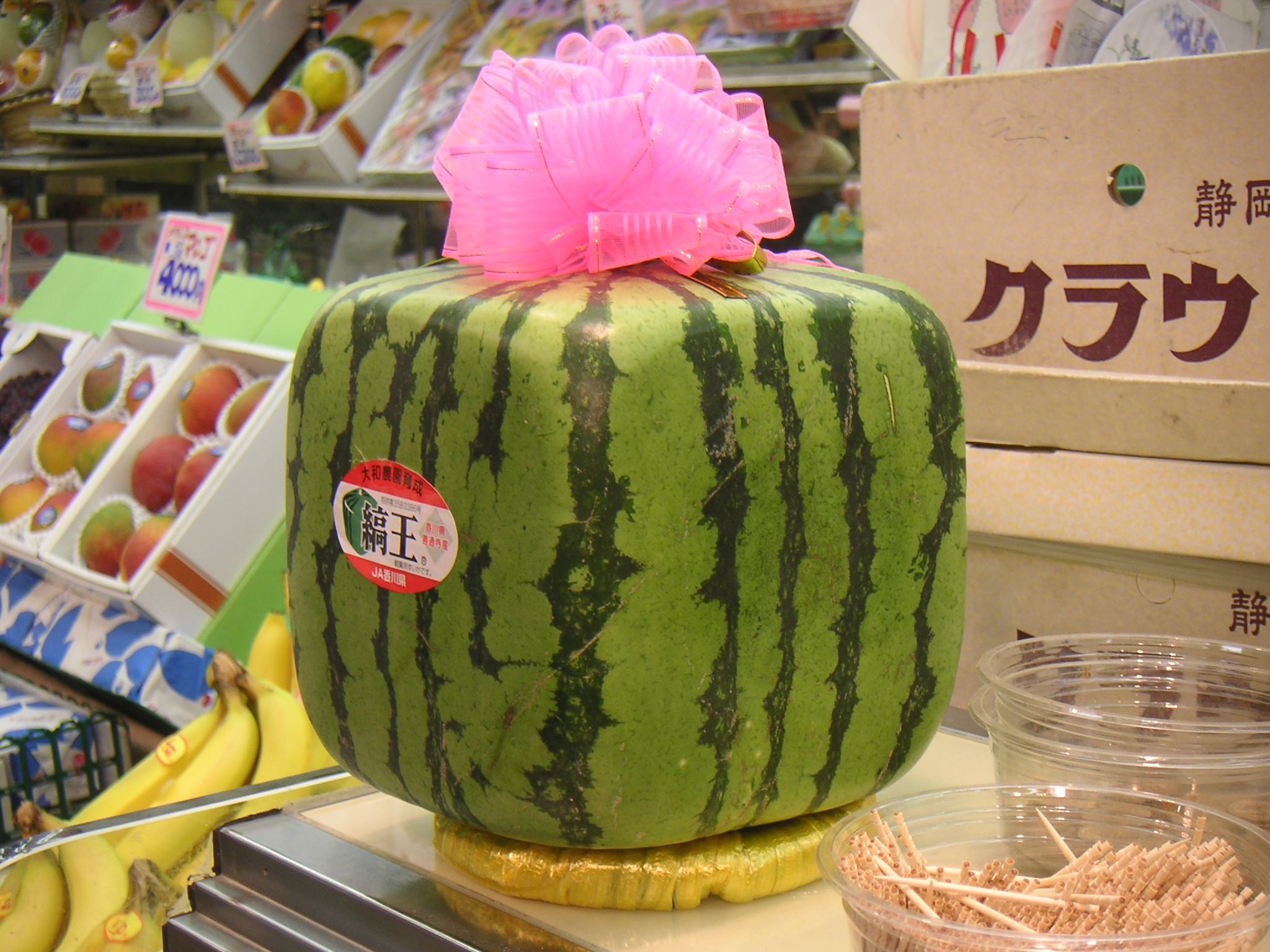
일본의 사각수박

사각수박 또는 큐브 수박은 정육면체 모양으로 자란 수박이다. 큐브 수박은 일반적으로 일본에서 판매되는데, 일본에서는 본질적으로 장식용이며 가격이 미화 200달러에 이를 정도로 매우 비싸다.

## 용도
사각수박은 냉장고에 더 콤팩트하게 들어갈 수 있도록 고안되었으며 모양이 구르지 않아 자르기가 더 쉽다. 수박은 1978년 그래픽 디자이너 오노 도모유키에 의해 발명되었다. 그는 도쿄 긴자의 갤러리에서 수박을 선보였다. 미국에도 특허를 출원해 취득했다.
이 수박은 상자에서 재배되어 이 상자의 모양을 지니며 부유하거나 세련된 소비자의 관심을 끄는 경향이 있다. 2001년에 사각형 수박은 일본에서 10,000엔(약 US$83)에 팔렸는데, 이는 일본 상점에서 일반 수박 가격의 2~3배였다. 2014년 캐나다에서는 일부가 200달러에 팔렸다.
사각수박은 원래 실용성을 염두에 두고 만들어졌지만 가격이 엄청나다. 수박의 큐브 모양은 내용물을 희생해야만 얻을 수 있다. 적절한 모양을 유지하려면 사각수박이 익기 전에 수확해야 하므로 먹을 수 없게 된다.
사각수박의 출현 이후 하트, 피라미드 등 다른 수박 모양도 소개되었다. 현재 독일과 같은 다른 국가에서도 구할 수 있다.

## 같이 보기
- 선물 경제